# Calabritto

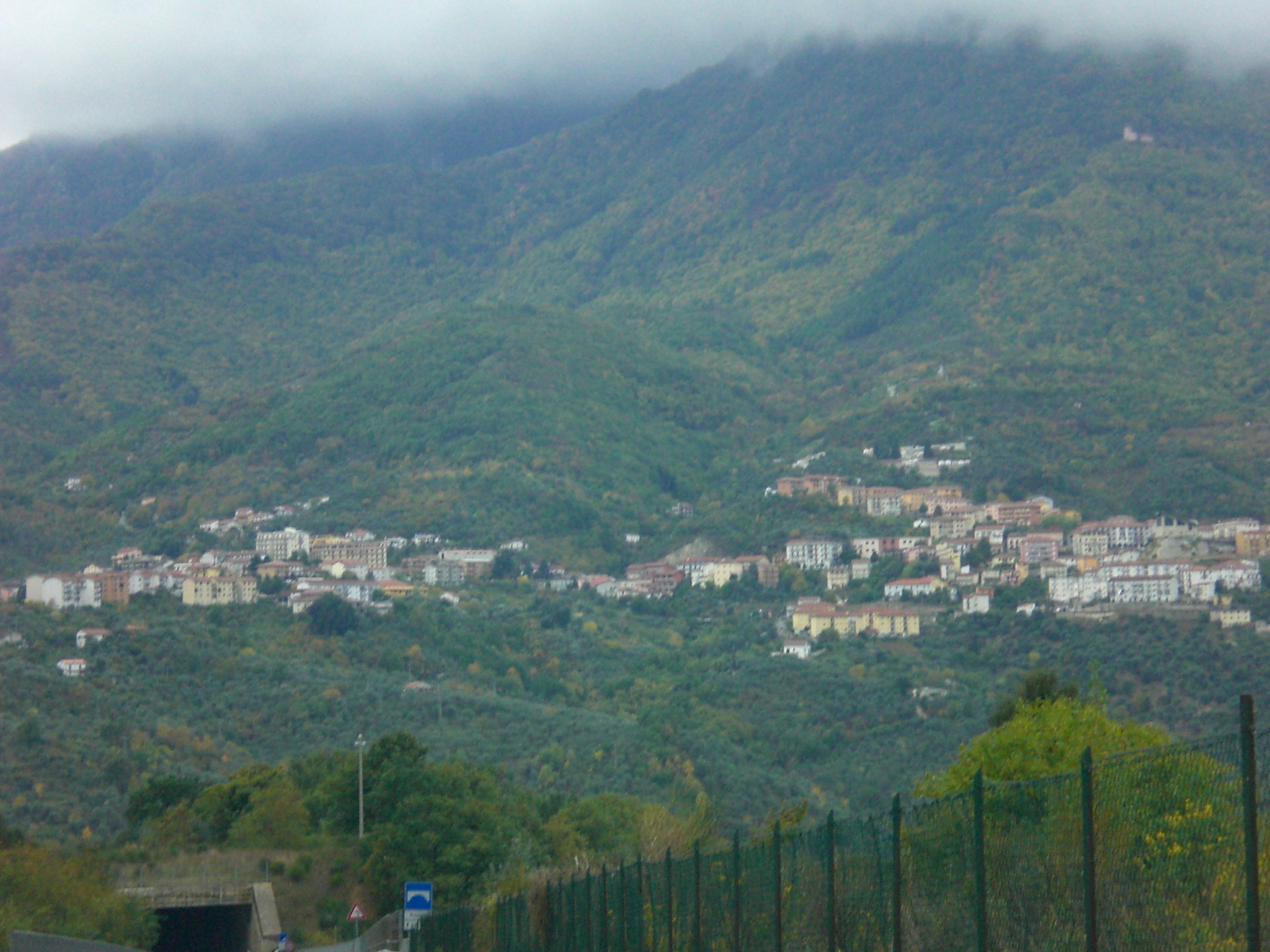
Calabritto

Calabritto ist eine italienische Gemeinde mit 2144 Einwohnern (Stand 31. Dezember 2023) in der Provinz Avellino in der Region Kampanien. Der Ort ist Teil der Bergkommune Comunità Montana Terminio Cervialto.

## Geografie
Die Nachbargemeinden sind Acerno (SA), Bagnoli Irpino, Caposele, Lioni, Senerchia und Valva (SA). Ein weiterer Ortsteil ist Quaglietta. Hier leben etwa 460 Einwohner.

## Söhne und Töchter
- Alfonso Raimo (* 1959), römisch-katholischer Geistlicher, Weihbischof in Salerno-Campagna-Acerno